# Сосновка (Мечетлинский район)
Сосновка (баш. Сосновка) — деревня в Мечетлинском районе Республики Башкортостан Российской Федерации. Входит в состав Алегазовского сельсовета.

## География

### Географическое положение
Находится на правом берегу реки Ай.
Расстояние до:
- районного центра (Большеустьикинское): 18 км,
- центра сельсовета (Алегазово): 6 км,
- ближайшей ж/д станции (Красноуфимск): 116 км.

## Население
| 1939 | 1959 | 1970 | 1979 | 1989 | 2002 | 2009 |
| ---- | ---- | ---- | ---- | ---- | ---- | ---- |
| 156  | ↗183 | ↘140 | ↘91  | ↘49  | ↘47  | ↘31  |
| 2010 |      |      |      |      |      |      |
| ↘22  |      |      |      |      |      |      |

Национальный состав
Согласно переписи 2002 года, преобладающая национальность — башкиры (87 %).